# Karbén

A metilén a legegyszerűbb karbén.

A kémiában a karbén egy két vegyértékű semleges szénatomot tartalmazó molekula. Általános képlete R–(C:)–R’, ahol az R-ek szubsztituenseket vagy hidrogénatomokat jelölnek.
A „karbén” szó jelentheti a H2C: vegyületet is, más néven metilént, a vegyületet, amiből a többi karbén származtatható. A karbének elektronszerkezete vagy szingulett, vagy triplett állapotban van. A legtöbb karbén rövid életű, de hosszú életű karbéneket is ismerünk. A diklórmetilén jól ismert karbén, ami in situ létrehozható kloroform és egy erős bázis felhasználásával.

## Szerkezet és kötések

Szingulett és triplett karbének

A karbének lehetnek szingulett vagy triplett állapotúak. A szingulett karbénekben párosított spinek vannak. A vegyértékkötés-elmélet alapján ez azt jelenti, hogy a molekula sp2 hibridizációval rendelkezik. A triplett karbénekben 2 páratlan elektron van. A legtöbb karbén nem lineáris triplett alapállapotú, kivéve ahol nitrogén-, oxigén- és kéntartalmúakat, valamint ahol halogén kapcsolódik a kétértékű szénhez. Az elektronpárdonor szubsztituensek stabilizálhatják a szingulett állapotot az üres p-pályára delokalizált elektronokkal. Ha a szingulett állapot energiája eléggé lecsökken, az lesz az alapállapot.
A triplett metilén kötésszöge 135-140°, a szinguletté 102° (EPR-rel meghatározva).
Egyszerű szénhidrogének esetén a triplett karbének 33 kJ/mollal stabilabbak a szingulettnél, részben a maximális multiplicitásról szóló Hund-szabály miatt. A triplettkarbén-stabilizációs módszerek ritkák. A 9-fluorenilidén szingulett és triplett állapotok gyorsan egyensúlyivá váló keveréke, az energiakülönbség mindössze 4,6 kJ/mol. Azonban vitatott, hogy az aromás karbének, például a fluorenilidén valódi karbén-e, mivel az elektronok annyira delokalizálódhatnak, hogy biradikálisokká válhatnak. In silico eredmények szerint a triplett karbének elektropozitív heteroatomokkal stabilizálhatók, melyek szilil- vagy szililoxikarbénekben is vannak, különösen a trifluorszilil-karbénekben.

## Reakciók

Alkének karbénaddíciója

A szingulett és triplett karbének eltérő reakciókat mutatnak. Előbbiek általában keletrop reakciókban vesznek részt elektrofilként vagy nukleofilként. A telítetlen p-pályájú szingulett karbének elektrofilek lehetnek. A triplett karbének diradikálisként tekinthetők, és lépésenkénti gyökaddíciókban vesznek részt. A triplett karbének két páratlan elektronnal rendelkező intermedieren haladnak át, míg a szingulettek egyetlen összehangolt lépésben reagálnak.
E reakciómódok miatt a szingulett metilén reakciói sztereospecifikusak, míg a triplettéi sztereoszelektívek. E különbség felhasználható egy karbén természetének kiderítésére: a diazometán-fotolízisből létrejövő metilén cisz- vagy transz-but-2-énnel való reakciója egy 1,2-dimetilciklopropán-diasztereomert ad: a cisz-izomer a cisz-változatból, a transz-izomer a transz-változatból, tehát a metilén szingulett. Ha a metilén triplett lenne, a kiinduló alkéntől független lenne az eredmény, és körülbelül 1:1 arányú keveréket kapnánk.
Egy adott karbén reakciókészsége függ a szubsztituensektől. Ezt befolyásolhatják fémek is. A karbénekre jellemző reakciók közé tartoznak a C–H kötésbe való inzertáció, az átrendeződés és a kettős kötésekre való addíció. A karbének lehetnek továbbá nukleofilek, elektrofilek vagy ambifilek. Például ha egy szubsztituens elektronpárdonor, valószínűleg a karbén nem elektrofil. Az alkilkarbének sokkal szelektívebbek a metilénnél, mely inzertálódik primer, szekunder és tercier C–H kötésekre is.

### Ciklopropanáció

Karbének ciklopropánná alakulása

A karbének kettős kötésre való addíciója ciklopropán-származékokat ad. A szingulett karbének összehangoltan képesek ezt megtenni. A triplett karbének nem tartják meg a termék sztereokémiáját. Az addíciók gyakran nagyon gyorsak és exotermek. A sebességmeghatározó lépés gyakran a karbénkészítés. Gyakori reagens alkén–ciklopropán reakciókhoz a Simmons–Smith-reagens, mely réz–cink–jód rendszert alkot, ahol az aktív reagens gyakran jódmetilcink-jodid. A reagens hidroxilcsoportokkal alkot komplexet, így az addíció gyakran a csoporthoz szin helyzetben történik.

### C–H inzertáció

Karbéninzertáció

Az inzertációk is gyakori karbénreakciók. Gyakorlatilag a karbén egy létező kötésbe ékelődik. A gyakorisági sorrend általában a következő:
1. X–H kötések, ahol X nem szén,
2. C–H kötések
3. C–C kötések.

Az inzertációk lehetnek egy- vagy többlépésesek.
Az intramolekuláris inzertációk új szintéziseket tesznek lehetővé. Ha lehetséges intramolekuláris inzertáció, nem történik intermolekuláris inzertáció. A rugalmas szerkezetekben az öttagúgyűrű-képződés gyakoribb a hattagúgyűrű-képződésnél. Az inter- és intramolekuláris inzertációk is módosíthatók aszimmetrikus indukcióra a fémközpontokhoz kapcsolódó megfelelő királis ligandumok kiválasztásával.

Intramolekuláris karbénreakció

Intermolekuláris karbéninzertáció

Az alkilidénkarbének ciklopenténeket képesek létrehozni. Alkilidénkarbén létrehozásához kitehető egy keton trimetilszilil-diazometánnak.

Alkilidénkarbén

### Karbéndimerizáció

Wanzlick-egyensúly

A karbének és karbenoid prekurzoraik dimerizáción mehetnek keresztül, alkéneket létrehozva. Bár ez gyakran nem kívánatos reakció, felhasználható polialkiniletének szintézisére közvetlen fém–karbén dimerizációban.
Az állandó karbének a megfelelő dimerjeikkel egyensúlyt alkotnak. Ez a Wanzlick-egyensúly.

## Karbénligandumok a fémorganikus kémiában
Az LnMCRR' képletű fémorganikus vegyületeket gyakran karbénkomplexnek nevezik. Ezek azonban nem reagálnak szabad karbénként, és ritkán képződnek karbén prekurzorból, kivéve az állandó karbéneket. Az átmenetifém–karbén komplexek reakciókészség szerint három csoportba sorolhatók, ahol az első kettő van a legegyértelműbben meghatározva:
- Fischer-karbének, ahol a karbén elektronakceptorhoz (általában karbonilcsoporthoz) kapcsolódó fémhez kötődik. Ez esetben a karbén szénatomja elektrofil.
- Schrock-karbének, ahol a karbén elektrondonorhoz kapcsolódó fémhez kötődik. Ez esetben a karbén szénatomja nukleofil, és a Wittig-reagenshez hasonló reakciókészséget mutat (amely viszont nem karbén).
- Karbéngyökök, ahol a karbén nyílt elektronhéjú fémhez kötődik, ahol a karbén szénatomja gyökökre jellemző tulajdonságokkal rendelkezik. A Fischer- és Schrock-karbénekhez hasonló jellemzőik is vannak, de jellemzően tartós intermedierek.
- N-heterociklusos karbének (NHC-k),[8] melyek imidazólium- vagy dihidroimidazóliumsók C-deprotonálásából keletkeznek. Gyakran használják a fémorganikus kémiában ligandumként. E karbének kiegészítő ligandumok, melyek általában nagyon erős σ-donorok, melyeket gyakran hasonlítanak foszfinokhoz.[9][10] A ligandumokat, különösen ha a fémtől elválasztják, néha Arduengo- vagy Wanzlick-karbéneknek is nevezik.

Az alkénmetatézisre használt Grubbs-katalizátorok „második generációja” NHC ligandumot tartalmaz.

## Karbének keletkezése
- Egy gyakran alkalmazott módszer a halogénelimináció geminális dihalogenidekből lítiumorganikus vegyületekkel. Nem ismert, hogy szabad karbén vagy fém–karbén komplex keletkezik. Azonban e vegyületek a megfelelő szerves vegyületeket adják:
{\displaystyle {\ce {R2CBr2 +BuLi ->R2CLi(Br) +BuBr}}}
{\displaystyle {\ce {R2CLiBr ->R2C +LiB2}}}
- Ciklopropanációhoz a Simmons–Smith-reakciót használják, melyben cinket használnak. Speciális esetben α-halogénezett higanyvegyületek is izolálhatók és külön hőbonthatók. Például a Seyferth-reagens hőhatásra diklórmetilént szabadít fel:
{\displaystyle {\ce {C6H5HgCCl3 ->CCl2 +C6H5HgCl}}}
- Leggyakrabban a karbéneket diazoalkánokból hozzák létre fotolízissel, hőbontással vagy átmenetifém-katalizált úton. A katalizátorok gyakran ródium és réz. A Bamford–Stevens-reakció karbéneket ad aprotikus, karbéniumionokat protikus oldószerekben.
- A bázisindukált HX-elimináció trihalogénmetánokból (HCX3) fázisátmeneti körülmények közt dihalogénmetiléneket ad.
- Diazirin- és epoxid-fotolízis is használható. A diazirinek a diazoalkánok gyűrűs változatai. A kis gyűrű feszültsége megkönnyíti a fény hatására történő gerjesztést. Az epoxidok fotolízise karbonilvegyületeket ad melléktermékként. Aszimmetrikus epoxidok két eltérő karbonilvegyületek létrejöttét okozhatja. A szubsztituensek természete általában az egyik létrejöttét részesíti előnyben a másikhoz képest. Az egyik C–O kötés rendje nagyobb lesz, így kevésbé valószínű a felszakadása. A karbonil létrejöttéhez leginkább hozzájáruló rész eldöntéséhez rezonanciaszerkezetek írhatók fel. Ha az egyik szubsztituens alkil, a másik aril, az arilszubsztituált C általában a karbén része.
- A karbének a Wolff-átrendeződés intermedierjei.

## Alkalmazásuk
A karbéneket nagymértékben használják a tetrafluoretén, a poli(tetrafluoretén) (Teflon) ipari előállításához. A tetrafluoretén a difluormetilén köztitermékből készül:
{\displaystyle {\ce {CHClF2 ->CF2 +HCl}}}
{\displaystyle {\ce {2CF2 ->F2C=CF2}}}
A karbének C–H kötését számos téren használták ki, például a polimerek funkcionalizálásához és a ragasztók elektromos szárításához.

## Története
A karbéneket először Eduard Buchner feltételezte 1903-ban az etil-diazoacetát toluollal történő ciklopropanációjának megfigyelésekor. 1912-ben Hermann Staudinger is alkéneket alakított ciklopropánokká diazometán és CH2 intermedierrel. Doering 1954-ben bemutatta a diklórmetilén használhatóságát szintézisben.